# Буттиджич, Джон
Джон Буттиджич (в некоторых источниках — Буттигьег) (мальт. John Buttigieg; род. 5 октября 1963, Слима) — мальтийский футболист, выступал на позиции защитника. После завершения карьеры тренировал «Биркиркару», с 2009 по 2011 год руководил сборной Мальты.

## Карьера

### Клубная
Буттиджич начинал карьеру в клубе «Слима Уондерерс», из которого позже перебрался в Англию, в «Брентфорд». В 1990 году Джон был отдан в аренду в клуб Второго дивизиона «Суиндон Таун», где провёл 3 матча. После этого вернулся на родину, в «Флориану». Закончил карьеру Буттиджич в «Валлетте».

### Сборная
Буттиджич 97 раз появлялся на поле в футболке сборной Мальты. Дебютным для него стал матч со сборной Швеции, состоявшийся 23 мая 1984 года и проигранный Мальтой со счётом 0:4.
Последним матчем Буттиджича в сборной был товарищеский матч со сборной Англии, прошедший 3 мая 2000 года (1:2).

### Тренерская карьера
В 2007 году Буттиджич начал тренировать «Биркиркару» и тренировал её до 2009 года. Главным достижением Джона стал выигрыш «Биркиркарой» Кубка Мальты в 2008 году. В 2009 году подписал 5-летний контракт с Футбольной ассоциацией Мальты.